# Claude Debussy
Achille-Claude Debussy (St-Germaine-En-Laye, 22. kolovoza 1862. – Pariz, 25. ožujka 1918.) bio je francuski skladatelj i pijanist. S Mauriceom Ravelom, smatra se jednim od najistaknutijih impresionista, iako je osobno odbacivao takav naziv kada se radilo o njegovim djelima. Debussy nije samo jedan od najvažnijih francuskih skladatelja, već je i središnja figura europske glazbe na prijelazu 19. stoljeća.
Njegova glazba je značajna zbog njezine osjetilne komponente i zbog toga što se često oblikuje oko jednog ključa. Njegova glazba gotovo je definirala prijelaz između glazbe kasnoga romantizma i modernističke glazbe 20. stoljeća. U francuskim književnim krugovima, to razdoblje je poznato kao simbolizam, strujanje koje je direktno inspiriralo Debussyja kao skladatelja i kao aktivnog člana kulturnog društva.

## Životopis

### Rani život i studije
Claude Achille Debussy je rođen u Sain-Germain-en-Layeu 1862. kao najstariji od petero djece. Njegov otac Manuel-Achille Debussy držao je dućan porculanom, a majka mu je bila krojačica. Claude je počeo svirati klavir u dobi od četiri godine s postarijim talijanskim učiteljem Ceruttijem. Godine 1871. mladi Debussy dospio je pod okrilje Marie Mauté de Fleurville, koja je tvrdila da je Chopinova učenica i Debussy joj je uvijek vjerovao, iako se nikada nije točno utvrdilo je li to istina. Njegov je talent uskoro postao očit 1872. kada upisao Pariški Konzervatorij u dobi od jedanaest godina. Na konzervatoriju je proveo svojih sljedećih dvanaest godina života. Za to vrijeme je studirao kompoziciju s Ernestom Guiraudom, povijest glazbe/teoriju s Louisom-Albertom Bourgault-Ducoudrayem, harmoniju s Émileom Durandom, klavir s Antoineom-François Marmontelom, orgulje s Césarom Franckom i solfeggio s Albertom Lavignacom, kao i s mnogim drugim važnim osobama tog razdoblja.
Već u početku Debussyjev talent je bio i više nego očit. Debussy je često eksperimentirao i izazivao stroga učenja Akademije. Više je volio disonance i intervale koji nisu bili popularni u to vrijeme. Poput Gorgesa Bizeta, Debussy je bio brilijantni pijanist i mogao je imati profesionalnu karijeru da je tako htio. Djela koja je najčešće izvodio bila su Beethovenove, Schumannove i Weberove sonate i Chopinova Balada broj 2, stavak iz Klavirskog koncerta broj 1 i Chopinov Allegro de Concert, relativno nepoznato djelo koje zahtijeva još viši stupanj virtuoznosti nego ijedan drugi koncert.
Od 1880. do 1882. živio je u Rusiji kao učitelj glazbe djeci Nadežde von Meck koja je bila mecena Čajkovskog. Unatoč Meckovoj bliskosti s Čajkovskim,  Čajkovski je imao mali ili nikakav utjecaj na Debussyja. U rujnu 1880. Nadežda von Meck je poslala Debussyjev Danse bohémienne Čajkovskome na čitanje. Mjesec dana kasnije on joj je u pismu odgovorio «To je veoma lijepo djelo, ali je daleko prekratko. Niti jedna ideja nije izražena u potpunosti, forma je užasno zgrčena i također nedostaje jedinstva.»  Debussy nikada nije objavio to djelo; rukopis je ostao u obitelji von Meck i kasnije je bilo prodano B. Shottovom sinu u Mainzu gdje je objavljeno 1932. Više utjecaja na Debussyja je imalo njegovo blisko prijateljstvo s madame Vasnier, pjevačicom koju je upoznao početkom svoga rada kao korepetitor kako bi zaradio nešto novaca. Ona je dala Debussyju emocionalnu i profesionalnu podršku i utjecala je na njegove prve pjesme, inspirirane radom simbolista Paula Verlaina.
Kao pobjedniku Prixa de Rome sa svojom skladbom L'Enfant prodigue pripala mu je stipendija na Académie des Beaux-Arts koja je uključivala i četverogodišnji boravak u Villi Medici, Francuskoj Akademiji u Rimu. Prema pismima koje je Debussy pisao madame Vasnier, možda kako bi stekao njenu naklonost, opisao je umjetničku atmosferu kao ustajalu, društvo dosadno, hranu lošu, samostanske prostore odvratne. Nisu mu odgovarali ni užici Rima, niti mu se sviđala talijanska opera. Često je bio depresivan i nije mogao skladati, ali inspiraciju je našao u djelima Franza Liszta.
Debussy je napokon skladao četiri djela koja su bila poslana Akademiji: simfonijsku pjesmu Zuleima, prema tekstu Heintricha Heinea; orkestralno djelo Printemps; kantatu La damoiselle élue koju su kritizirali kao «bizarnu»; i Fantaisie za glasovir i orkestar. Treće djelo je bilo prvo u kojem su se glazbene značajke kasnijeg Debussyjevog stvaralaštva nazirale. Četvrto djelo je bazirano na glazbi Césara Francka i kasnije ga je Debussy sam povukao. Akademija ga je opisala kao «provokativnog i neobičnog» i nadali su se nečem boljem od tako nadarenog studenta.
Za vrijeme njegovog posjeta Bayeruthu 1888. – 1889. Debussy je bio pod utjecajem vagnerijanske opere. Richard Wagner je umro 1883. i kult vagnerizma je bio na vrhuncu. Debussy, poput mnogih mladih glazbenika u to vrijeme, je pozitivno reagirao na Wagnerovu osjetilnost, kvalitetnu formu i jake harmonije, ali Wagnerova ekstrovertiranost emocionalnosti nije bila po Debussyjevom ukusu. Wagnerov utjecaj je vidljiv u La damoiselle élue i u djelu Cinq poéme de Baudelaire. Druge pjesme toga perioda, uglavnom verlenovskog ugođaja – Ariettes oubliées, Trois mélodies (Tri melodije), i Fêtes galantes su više hirovitoga ugođaja. Otprilike u to vrijeme Debussy je upoznao Erika Satiea koji je imao sličan pristup kompozicijama i imenovanju djela. Tada su obojica glazbenika bili boemi koji su se borili s financijskim dugovima.

### Rana djela
Početkom 1890. Debussy je razvio svoj vlastiti glazbeni jezik, potpuno neovisan o Wagnerovom stilu koji je bio obojen sanjivim, katkada čak i morbidnim romatizmom simbolističkog pokreta. Kao suprotnost ogromnim djelima Wagnera i ostalih kasno-romantičkih skladatelja, Debussy je skladao kraće, pristupačnije forme. Suite bergamasque (1890.) ujedinjuje kićenost rokokoa s modernim cinizmom i mozaičnošću. Suita sadrži jedno od najpoznatijih Debussyjevih djela, Clair de Lune (Mjesečina). Debussyjev Gudački kvartet u g molu (1893.) utro je put za njegove kasnije, izazovnije harmonijske novosti. U ovom djelu se najviše koristi frigijskim modusom i također koristi manje standardne ljestvice, poput cjelotonske, koja stvara osjećaj rijeka, prozračne harmonije. Debussy uzima jednu, kontinuiranu temu i odvaja se od tradicionalne ABA forme.
Pod utjecajem Mallarméa, Debussy je napisao jedno od svojih najpoznatijih djela, revolucionarno Prélude à l'après-midi d'un faune (Preludij za Poslijepodne jednog fauna), istinski originalno u formi i izvedbi. Kao kontrast velikim orkestrima, koji su bili česti u vrijeme kasnog romantizma, Debussy je skladao ovo djelo za manji ansambl, naglašavajući instrumentalnu boju i boju zvuka. Iako su Mallarmé i njegov kolega i prijatelj Paul Dukas bili istinski impresionirani ovim djelom, mnogi kritičari su proglasili ovo djelo kontroverznim. «Preludij» je osigurao mjesto Debussyju kao jednog od vodećih skladatelja toga vremena.

### Zrela djela
Tri Nokturna (1889.) uključuju karakteristike studija u prikrivenoj harmoniji i teksturi poput one prikazane u Nuages (Oblaci), bogatstvo u Fêtes i cjelotonsku ljestvicu u Sirènes (Sirene). Suprotstavljajući se vagnerijanskoj operi, Debussyjev Pelléas et Mélisande bilo je premijerno prikazano 1901., deset godina nakon što je napisano. To je bila njegova jedina opera. Temeljno na libretu Mauricea Maeterlincka, opera je postigla izuzetan uspjeh i imala je veliki utjecaj na mlađe francuske skladatelje, poput Mauricea Ravela. Ova djela su unijela potpuno novu tečnost ritma i boje u zapadnjačku glazbu.
La Mer (More) (1903. – 1905.) sastavlja više simfonijsku formu s finalom koji razrađuje temu iz prvoga stavka, iako u srednjem stavku, Jeux de vauges,  napreduje puno manje direktno i s više varijacija boje. Kritike su opet bile strogo raspodijeljene. Neki kritičari su smatrali da je djelo manje suptilno i manje misteriozno od njegovih prijašnjih djela, čak i korak unazad. Pierre Lalo se požalio «Ja niti ne čujem, niti vidim, niti osjećam more». Drugi su veličali njegovu «moć i šarm», njegovo «izvanredno oduševljenje i brilijantnu fantaziju» i njegove jake boje i izrazite linije.
Za vrijeme ovog perioda Debussy je puno skladao za klavir. U skupini djela nazvanih Pour le piano (Za klavir, 1901.) koristi se bogatim harmonijama i teksturama koje su kasnije bile vrlo važne u jazz glazbi. Njegov prvi svezak Images pour piano (Slike za klavir, 1904. – 1905.) kombinira harmonijski novitet s poetičkom sugestiom: Reflets dans l'eau je glazbeni opis žuborenja vode; Hommage à Rameau, drugo djelo, je sporo i čeznutljivo nostalgično. Kao inspiraciju koristi melodiju od Jean-Philippe Rameaua, Castor et Pollux.
Izazovan Estampes za klavir (1903.) daje naznake egzotičnih lokacija. Debussy je došao u kontakt s javaneškom glazbom za vrijeme Pariške Exposition Universelle održane 1889. U skladbi Pagodes je vidljiv direktan utjecaj u kojem je ciljao na izazovnost pentatoničkih struktura koje su česte u javanskoj glazbi. Debussy je skladao suitu Children's Corner (Dječji kutić) (1909.) za svoju kćer, Claude-Emmu. Suita sadržava značajke klasicizma – početno djelo Doctor Gradus ad Parnassum odnosi se na zbirku klavirskih djela Muzia Clementija Gradus ad Parnassum kao i na novi val američke «cakewalk» glazbe. U popularnom finalnom djelu suite, Golliwog's Cakewalk, Debussy se na neki način izruguje Richardu Wagneru parodirajući početnu melodiju Wagnerovog preludija u «Tristanu i Isoldi».
Prva zbirka Preludes (Preludiji) (1910.), od ukupno dvanaest, je njegovo najuspješnije djelo za klavir. Preludiji su često uspoređivani s Chopinovima. Debussyjevi preludiji su prepuni bogatim, neobičnim i izazovnim harmonijama. Zbirka uključuje popularno djelo La Fille aux Cheveux de Lin (Djevojka lanene kose) i La Cathédrale Engloutie. Debussy je želio da ljudi intuitivno interpretiraju ta djela, stoga je stavio naslove tih djela na sam kraj skladbe nadajući se da publika neće stvarati stereotipne slike slušajući ih.
Od opširnijih djela skladao je orkestralno djelo Iberia (Iberia), (1907.), koje je započeo kao djelo za dva klavira, tipičnu mješavinu španjolskih aluzija, kratkotrajne impresije i glazbe za misterioznu dramu Gabriela d'Annunzija, Le martyre de St. Sébastien. Bogato i dramatično djelo koje je napisano u samo dva mjeseca izvanredno sadržava kasno antičku modalnu atmosferu koje se inače samo dotakao u relativno kratkim klavirskim djelima.
Za vrijeme ovog perioda, Debussy je postao popularniji i uskoro je bio zaposlen kao dirigent diljem cijele Europe, često izvodeći Pelléas, La Mer (More) i Prélude à l'Après-midi d'un faune (Preludij za Poslijepodne jednog fauna). Također je povremeno bio glazbeni kritičar kako bi dopunio svoju zaradu kao dirigent i zaradu od klavirske poduke. Debussy je izbjegavao analitičku disekciju i pokušaje da glazbom stvori slike, „Moramo pod svaku cijenu sačuvati ovu čaroliju svojstvenu glazbi, budući da je glazba, od svih umjetnosti, najbliža čaroliji“. Debussy je od svega bio najentuzijastičniji oko djela Richarda Straussa, Igora Stravinskog, Chopina, kojega je jako cijenio, Johanna Sebastiana Bacha i Mozarta. Također je smatrao Listza i Beethovena genijima kojima je nekada nedostajalo malo ukusa. Schubert i Mendelssohn su prošli mnogo gore. Kasnije je njihova djela opisao kao „jednostavna i lagane notacije“.

### Kasna djela
Debussyjeve harmonije i slaganja akorada su često disonance bez ikakvih formalnih rješenja. Za razliku od svojih prijašnjih djela, u ovom periodu više ne skriva disonantne akorde u bogatim harmonijama. Forme su više iregularne i fragmentirane. Ove akorde, za koje se čini da nemaju rješenje, je Debussy opisao kao «lebdeće akorde» i bili su koristini da bi namjestili ton i ugođaj u mnogim njegovim djelima. Cjelotonska ljestvica dominira u Debussyjevim kasnim djelima.
Njegova zadnja dva sveska djela za klavir, Études (1915.) interpretiraju slične varijacije stila i teksture kao isključivo klavirske vježbe i uključuju djela koja razvijaju iregularnu formu do krajnosti kao i u drugih pod utjecajem Igora Stravinskog. Rijetkost u ovim djelima je u zadnjem setu pjesma: Trois poèmes de Mallarme (1913.) i Sonati za flautu, violu i harfu (1915.).
U sonatama od 1915. – 1917. godine dolazi do nagle promjene stila. Ova djela sadrže značajke ranijih Debussyjevih djela, ali također idu i naprijed, s elegantnijim i laganijim strukturama. Unatoč jednostavnijim teksturama, u Violinskoj sonati (1917.) ostaje neosporno bogatstvo u samim akordima. Ova promjena ima neke značajke pokreta poznatijeg kao neo-klasicizam koji je postao popularan nakon Debussyjeve smrti. Debussy je planirao šest sonata, ali je ovaj plan osujećen njegovom smrću 1918., tako da je dovršio samo tri ( za violončelo, za flautu, violu i harfu te violinsku sonatu).
Zadnje Debussyijevo orkestralno djelo, balet Jeux (1912.), napisano za Ruske Balete Sergeja Djagiljeva, sadrži neke od njegovih najčudnijih harmonija i tekstura u formi što se slobodno gibaju kroz vlastito polje spajanja motiva. U početku je Jeux bio zasjenjen Posvećenjem proljeća Igora Stravinskog, napisanog iste godine kao i Jeux i kojeg je premijerno izveo isti baletni ansambl samo dva tjedna poslije. Nekoliko desetljeća poslije skladatelji kao što su Pierre Boulez i Jean Barraque su pokazali sličnosti sa serijalizmom u radu Antona Weberna. Ostala, kasnija djela, uključujući i balete Khmamma (1912.) i La boîte à joujoux (1913.) su ostala nedovršene orkestracije, ali su ih kasnije dovršili Charles Koechlin i Andre Caplet, koji su također pomogli Debussyju s orkestracijom Giguesa (iz Images pour orchestre) i Le martyre de St. Sebastien.
Druga serija Preludija za glasovir (1913.) ističu Debussya u vrhu avangarde, koji ponekad koristi disonantne harmonije da bi probudio raspoloženja i slike (pogotovo u tajanstvenoj Canope). Pijanist Claudio Arrau smatrao je djelo jednim od najvećih Debussyjevih preludija: «Čudo je da je stvorio, s tako malo nota, nešto ovako duboko.»
Iako je Pelleas bila jedina završena Debussyjeva opera, započeo je nekoliko opera koje su ostale nezavršene, a njegova padajuća koncentracija, stalno odugovlačenje i slabo zdravlje su mogući razlozi. Završio je neke djelomične glazbene nacrte i neke neobjavljenje librete za opere koje se zasnivaju na Poeovim djelima: Le diable dans le beffroi (Vrag iz zvonika, 1902. – 1912.) i La chute de la maison Usher (Pad kuće Usher, 1908. – 1917.), kao i za opere koje je razmatrao, a zasnivale su se na Kako vam drago W. Shakespearea i La legende de Tristan J. Bediera.
Budući planovi, poput američke turneje, još notnih zapisa za balet i revizija Chopinovih i Bachovih djela za ponovno objavljivanje su prekinuti dolaskom Prvog svjetskog rata i ozbiljnom promjenom nagore u Debussyjevom zdravlju. Operacija 1915. samo je kratkotrajno ublažila to stanje.

## Privatni život
Debussy je vodio nemiran privatni život. S 18 godina započeo je osmogodišnju aferu s madame Blanche Vasnier, ženom uglednog pariškog odvjetnika. Vezu je prekinuo Debussyjev odlazak u Rim. Nakon povratka u Pariz, živio je u divljem braku s Gabrielle Dupont devet godina, a zatim se 1899. oženio za njenu prijateljicu Rosalie (Lily) Texier. Iako je Texier bila nježna, praktična žena koju su voljeli Debussyjevi prijatelji i suradnici, njega je nervirala njezina ograničenost i nedostatak osjećaja za glazbu.
Zbog toga je napustio Texier 1904. i pošao za Emmom Bardac, ženom pariškog bankara i majkom jednog od njegovih studenata. Nasuprot Taxier, Bardac je bila profinjena, briljantan sugovornik i bila je amaterska pjevačica. Izbezumljena Texier, kao i Dupont prije nje, pokušala je počiniti samoubojstvo pištoljem.  
Skandal je natjerao Debussyja i Bardac (koja je već nosila njegovo dijete) da pobjegnu u Eastbourne u Engleskoj, gdje je dovršio svoju simfonijsku suitu La Mer (More). Par se vjenčao 1908. godine.
Njihova kćer se zvala Claude-Emma, poznata i kao Chou-Chou, kojoj je posvećena suita Dječji kutić. Claude-Emma je nadživjela svog oca jedva godinu, kad je i umrla zbog epidemije difterije 1919.

## Smrt
Umro je u Parizu, 25. ožujka 1918. od raka debelog crijeva. U vrijeme Prvog svjetskog rata situacija u Francuskoj je bila očajna i okolnosti nisu dopuštale da se održi počasni javni pogreb ili ceremonija s nekrolozima. Pogrebna je povorka prošla kroz puste ulice, uništene njemačkim napadima. Sahranjen je na malom groblju Cimetière de Passy, izoliranom iza Trocadéra.
Francuska kultura od onda slavi Debussyja kao jednog od najistaknutijih predstavnika Francuske.

## Glazbeni stil
Najznačajnije značajke Debussyjeve glazbe u kojima je osnova novi koncept tonaliteta u Europskoj glazbi su:
1. blještavi prijelazi i cijela mreža oblika koji skreću pažnju s povremenog nedostatka tonaliteta
2. česta uporaba niza paralelnih akorada koji, u biti, nisu uopće harmonije, već su «melodije akorada» koji obogaćuju jednoglasje
3. bitonalitetnost ili barem bitonalni akordi
4. uporaba cjelotonske i pentatonske ljestvice
5. neočekivane modulacije, bez ikakvog harmonijskog mosta

Prema Rudolphu Rétiju, Debussyjev uspjeh je sinteza monofonije temeljene na «melodijskom» tonalitetu s harmonijama koje su različite od onih «harmonijskog» tonaliteta.Upotreba izraza «impresionizam» na Debussyja i na glazbu na koju je on utjecao je intenzivna tema debate koja se vodi unutar akademskih krugova. Jedna strana argumentira da je taj izraz krivo upotrebljena i da je neprikladan naziv kojeg je i sam Debussy negirao. Suprotna strana tvrdi da, iako je Debussy iskazao negativnu kritiku prema tom izrazu, da je to bilo samo pod utjecajem negativnih stavova kritičara prema njegovoj glazbi.

### Matematičko strukturiranje
Budući da je Debussy obraćao pozornost na raspoloženje i boju pri skladanju, neobično je za otkriti da su, prema jednom autoru, mnoga od njegovih najvećih djela strukturirana prema matematičkim modelima i to bez upotrebe klasične strukture poput oblika sonate. Howat pretpostavlja da neka Debussyjeva djela mogu biti podijeljena u odlomke koji odražavaju zlatni rez, često prema brojevima standardne Fibonaccijevog niza. Ponekad se čini da ti odlomci prate standard odlomaka ukupne strukture. U drugim djelima naglašavaju druge važne značajke glazbe. Na primjer: "Uvod u Dialogue du vent et la mer" (Razgovor vjetra i mora) u Moru može se podijeliti u 5 odlomaka po 21, 8, 8, 5 i 13 taktova po dužini. Središte zlatnoga reza nalazi se u 34 taktu ove strukture i nagoviješteno je uvodom trombona s upotrebom glavnoga motiva iz sva tri stavka koja su korištena u centralnom odlomku oko te točke. Istovremeno, Howat priznaje da u mnogo Debussyjevih djela (uglavnom kasnih) nije uspio pronaći dokaze zlatnoga reza.

## Utjecaj na ostale glazbenike
Claude Debussy je naširoko smatran kao jedan od najutjecajnijih skladatelja 20. stoljeća. Njegove harmonije, koje su bile smatrane radikalnima u njegovo vrijeme, su utjecale na gotovo svakog većeg skladatelja 20. stoljeća, pogotovo na glazbu Igora Stravinskog, Oliviera Messiaena, Bélu Bartóka, Pierrea Bouleza, Henrija Dutilleuxa i na minimalističku glazbu Stevea Reicha i Philipa Glassa. Također je utjecao i na japanskog skladatelja Torua Takemitsua. Utjecao je i na mnoge poznate osobe jazza, naročito Billa Evansa, Theloniousa Monka, Dukea Ellingtona, Antoinia Carlosa Jobima, Jimmyja Giuffrea i Brada Mehladua.

## Citati
Debussy je tvorac možda i najpoznatijega citata o glazbi uopće:
Glazba je prostor između nota.